# سبينبلاسمونيكس
سبينبلاسمونيكس أو Spinplasmonics هو مجال من مجالات التكنولوجيا النانوية يجمع بين الإلكترونات الدورانية والبلازمونيك. ابتكر هذا المجال البروفيسور عبد الحكيم الزابي في جامعة ألبرتا في كندا في جهاز سبين بلازمونيك بسيط، تقترن موجات الضوء بحالات دوران الإلكترون في بنية معدنية. يتكون الجهاز السبينبلازموني الأساسي من بنية ثنائية الطبقة مصنوعة من معادن مغناطيسية وغير مغناطيسية. إن واجهة مقياس النانومتر بين هذه المعادن هي التي تؤدي إلى ظاهرة دوران الإلكترون. يتم توليد التيار البلازموني عن طريق الإثارة الضوئية ويتم التلاعب بخصائصه عن طريق تطبيق مجال مغناطيسي ضعيف. يمكن للإلكترونات ذات حالة الدوران المحددة عبور الحاجز البيني ، ولكن تلك التي لديها حالة دوران مختلفة يتم إعاقتها. بشكل أساسي ، يتم إجراء عمليات التبديل مع دوران الإلكترونات ثم إرسالها كإشارة ضوئية.
تتمتع الأجهزة Spinplasmonic بمزايا السرعة العالية، والتصغير، وانخفاض استهلاك الطاقة، والوظائف المتعددة. على مقياس أطوال أقل من حجم مجال مغناطيسي واحد، فإن التفاعل بين الدورات الذرية يعيد تنظيم اللحظات المغناطيسية. على عكس الأجهزة القائمة على أشباه الموصلات، من المتوقع أن تكون أجهزة السبينبلازمونيك الأصغر حجمًا أكثر كفاءة في نقل تيار الإلكترون المستقطب بالدوران.